# 125476 Frangarcia
125476 Frangarcia este un asteroid din centura principală de asteroizi.

## Descriere
125476 Frangarcia este un asteroid din centura principală de asteroizi. A fost descoperit pe 27 noiembrie 2001 la Pla D'Arguines de Rafael Ferrando. Asteroidul prezintă o orbită caracterizată de o semiaxă mare de 2,37 ua, o excentricitate de 0,14 și o înclinație de 7,3° în raport cu ecliptica.